# NGC 6261
NGC 6261 is een spiraalvormig sterrenstelsel in het sterrenbeeld Hercules. Het hemelobject werd op 13 juli 1880 ontdekt door de Franse astronoom Édouard Jean-Marie Stephan.

## Synoniemen
- UGC 10617
- MCG 5-40-6
- ZWG 169.13
- NPM1G +28.0390
- PGC 59286